# Umezaki Haruo

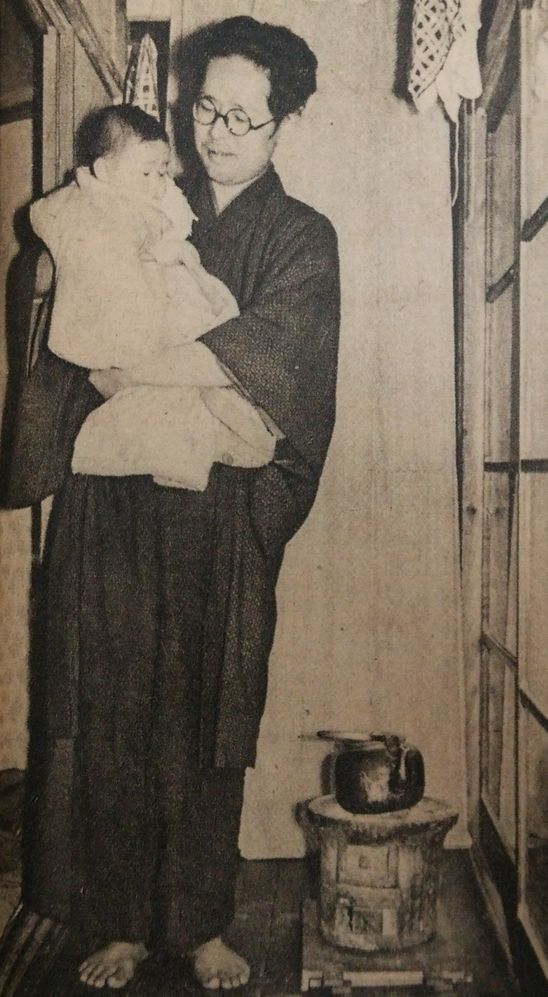
Umezaki Haruo, 1948

Umezaki Haruo (jap. 梅崎 春生; * 15. Februar 1915 in Sunoko-machi (heute: Ōtemon, Chūō-ku), Fukuoka, Präfektur Fukuoka; † 19. Juli 1965) war ein japanischer Schriftsteller.

## Leben
Umezaki wurde in Fukuoka geboren. Er besuchte die dortige 5. Oberschule und studierte anschließend an der Kaiserlichen Universität Tokio japanische Sprache und Literatur. Im Anschluss arbeitete er an der Universität in der Fakultät für Erziehungswissenschaft (kyōiku). Das Kriegsende erlebte er als Chiffreur in der Präfektur Kagoshima. Nach dem Krieg arbeitete er in der Redaktion von Eguchi Shin’ichis (1914–1979) Zeitschrift Sunao (素直), in der auch sein Werk Sakurajima erschien. 1954 erhielt er für Boroya no shunjū den Naoki-Preis. Umezaki wird zur Ersten Generation der Nachkriegsdichter gezählt.

## Werke
- 1946 Sakurajima (桜島)
  - dt. Sakurajima. Aus dem Jap. von Oscar Benl, in: ders. (Hrsg.), Eine Glocke in Fukagawa. Japan in Erzählungen seiner besten zeitgenössischen Autoren. 2., verb. Aufl. Tübingen 1969 [Herrenalb 11964] (Geistige Begegnung 9), S. 220–277 = in: Jürgen Berndt (Hrsg.): Träume aus zehn Nächten. Moderne japanische Erzählungen. Berlin/Weimar 1975, S. 305–362.
- 1947 Hi no hate (日の果て)
- 1950 Kuroi hana (黒い花)
- 1954 Boroya no shunjū (ボロ家の春秋)